# 컬리 (기업)
컬리(Kurly)는 대한민국의 온라인 식재료 판매업체이다. 김슬아는 2015년 마켓 <컬리>를 설립하고 대한민국 내 최초로 새벽 배송 시대를 열었다. '샛별 배송'으로 신선식품 배달 시장을 개척하였는데, '샛별 배송'은 채소, 과일 등 신선식품을 밤 11시까지 주문하면 다음날 아침 7시 이전에 배송하는 서비스다.대한민국 내에서는 유일하게 상품 입고부터 배송까지 유통 전 과정을 일정 온도로 유지하는 풀콜드체인(Full Cold-Chain) 시스템을 보유하였다. <컬리>의 2018년 매출액은 1571억 원, 2019년 1350억 원 규모 시리즈D 투자를 마감하며 예비 유니콘(기업가치 1조 원 이상의 비상장기업)으로 평가받았다.